# Yogi Bear (film)
Yogi Bear is een Amerikaanse film geregisseerd door Eric Brevig. De film bevat personages uit The Yogi Bear Show van Hanna-Barbera. Hoofdrollen zijn voor Dan Aykroyd, Justin Timberlake, Tom Cavanagh, Anna Faris, T.J. Miller, Nate Corddry en Andrew Daly. 
De film werd gedistribueerd door Warner Bros. met Hanna-Barbera als coproducer. Het is de eerste film met karakters van Hanna-Barbera na de dood van oprichters William Hanna (2001) en Joseph Barbera (2006).

## Verhaal
Yogi (stem van Dan Aykroyd) en Boo Boo (stem van Justin Timberlake) wonen in het Jellystone Park. Ze brengen hun dag door met het stelen van de picknickmanden van de bezoekers, wat boswachters Smith (Tom Cavanagh) en Jones (T.J. Miller) trachten te voorkomen.
De stad waartoe het park behoort, zit in een financiële crisis door wanbeheer van burgemeester Brown. Als oplossing en tevens manier om de volgende verkiezingscampagne te winnen, gaat hij op zoek naar verlieslatende posten. Hij komt tot de conclusie dat Jellystone Park een berg geld kost. Als hij dit park sluit en het hout verkoopt, zal dat enorm veel geld opbrengen. Yogi en Boo Boo spannen samen met boswachter Smith om dit te voorkomen. Ze krijgen hulp van Rachel die een documentaire maakt over het park.
Smith komt met het idee een festival in te richten en daar seizoenspasjes te verkopen om zo meer inkomsten te hebben. Wanneer de burgemeester dit plan verneemt, chanteert hij Jones: als Jones ervoor kan zorgen dat de inkomsten van Smith zijn plan te laag zijn, zal Jones hoofdboswachter worden.
Yogi zou niet verschijnen op het festival, wat hij met Smith had afgesproken. Jones kan Yogi overtuigen met een stunt: als Yogi zou waterskiën, zou dat een enorme publiciteit zijn. Yogi gaat akkoord, maar de stunt loopt verkeerd af: de cape van Yogi vat vlam waardoor het nog niet opgestelde vuurwerk te vroeg afgaat en in het publiek belandt.Dit leidt uiteraard tot chaos en paniek. Hierop wordt beslist om Jellystone Park te sluiten.
Smith, Rachel, Yogi, en Boo Boo ontdekken dat hun schildpad een zeldzaam exemplaar is. Dit wil zeggen dat het park niet mag worden vernietigd. Daarop geeft burgemeester Brown de opdracht om de schildpad te ontvoeren. Hij vertelt aan Yogi dat de wet hem niet interesseert en dat hij doet wat het beste is voor de inwoners van zijn stad. Echter draagt Boo Boo op dat ogenblik een verborgen camera. Wanneer de beelden openbaar worden gemaakt, wordt Brown gearresteerd door de politie. Brown tracht zich te verdedigen met het feit dat er nergens bewijs is dat er daadwerkelijk zeldzame schildpadden zijn, waarop Boo Boo's schildpad zich aanmeldt. Smith wordt gepromoveerd tot hoofdboswachter. Jones wordt gedegradeerd en mag enkel toeristen nog inlichten dat er zeldzame schildpadden in het bos leven. Yogi en Boo Boo kunnen het niet laten om terug picknickmanden te stelen.

## Rolverdeling
| Acteur       | Personage          | Rolbeschrijving                                                                               |
| ------------ | ------------------ | --------------------------------------------------------------------------------------------- |
| Tom Cavanagh | Smith              | boswachter van Jellystone Park.                                                               |
| T.J. Miller  | Jones              | Deze boswachter wordt door de burgemeester beloofd om via chantage hoofdboswachter te worden. |
| Anna Faris   | Rachel             | Ze maakt een documentaire.                                                                    |
| Andrew Daly  | burgemeester Brown | Hij wil Jellystone park sluiten om meer inkomsten te hebben.                                  |
| Nate Corddry |                    | assistent van Brown.                                                                          |

### Stemacteurs
| Acteur            | Personage    | Nederlandse stemacteur |
| ----------------- | ------------ | ---------------------- |
| Dan Aykroyd       | Yogi Bear    | Frans Limburg          |
| Justin Timberlake | Boo-Boo Bear | Dieter Jansen          |

## Speciale effecten
Rhythm and Hues leverde de CGI-animaties voor Yogi Bear, Boo-Boo Bear en de schildpad. Deze firma heeft in het verleden meermaals gewerkt met Hanna-Barbera zoals The Flintstones (1994), The Flintstones in Viva Rock Vegas (2000), Scooby-Doo (2002), Scooby-Doo 2: Monsters Unleashed (2004) en De Smurfen (2011).